# Lista de episódios de Da Vinci's Demons
Este anexo é uma lista de episódios da série drámatica/fantasiosa, que estreou em 2013 no canal americano Starz, Da Vinci's Demons.

## Resumo da série
| Temporada | Temporada | Episódios | Início                | Término                | Exibição nos EUA | Lançamento em DVD     | Lançamento em DVD  | Lançamento em DVD  |
| Temporada | Temporada | Episódios | Início                | Término                | Exibição nos EUA | Região 1              | Região 2           | Região 4           |
| --------- | --------- | --------- | --------------------- | ---------------------- | ---------------- | --------------------- | ------------------ | ------------------ |
|           | 01        | 8         | 12 de abril de 2013   | 7 de junho de 2013     | 2013             | 3 de setembro de 2013 | 4 de abril de 2014 | 7 de maio de 2014  |
|           | 02        | 10        | 22 de março de 2014   | 31 de maio de 2014     | 2014             | TBA                   | TBA                | 2 de julho de 2014 |
|           | 03        | 10        | 24 de outubro de 2015 | 26 de dezembro de 2015 | 2015             |                       |                    |                    |

### 1.ª Temporada (2013)
| # geral | # temporada | Episódio                        | Direção           | Roteiro                                   | Data de exibição original |
| --- | ----------- | ------------------------------- | ----------------- | ----------------------------------------- | ------------------------- |
| 1 | 1           | "The Hanged Man (O Enforcado)"  | David S. Goyer    | David S. Goyer                            | 12 de abril de 2013       |
| O Duque de Milão é assassinado em 26 de dezembro de 1476. O ascendente artesão Leonardo da Vinci é comissionado pelos poderosos Medicis para criar um espetáculo de Páscoa em Florença criando o projeto de uma máquina voadora a Colombina. O Papa Sisto IV é revelado tendo relações homossexuais. Depois de algumas manobras políticas, Da Vinci é contratado para projetar máquinas de guerra e outros. |             |                                 |                   |                                           |                           |
| 2 | 2           | "The Serpent (A Serpente)"      | David S. Goyer    | David S. Goyer & Scott M. Gimple          | 19 de abril de 2013       |
| Ainda determinado, Leonardo continua sua busca para o Livro de Folhas. O sobrinho do Papa quer a todo custo a ajuda de Da Vinci e lhe quer em Roma. Já os artefatos de Leonardo para a guerra não são bons o suficiente para os Medicis causando uma rixa entre o inventor e os governantes. |             |                                 |                   |                                           |                           |
| 3 | 3           | "The Prisoner (O Prisioneiro)"  | Jamie Payne       | David S. Goyer & Scott M. Gimple          | 26 de abril de 2013       |
| Riario envolve o Papa e um misterioso prisioneiro em uma discussão sobre a derrota do conde. Leonardo tenta descobrir mais sobre terras do ocidente, quando é informado que mulheres de convento da cidade são possuídas por demônios então começa a procura por uma explicação racional quando para o surto de possessão demoníaca.                                                                        |             |                                 |                   |                                           |                           |
| 4 | 4           | "The Magician (O Mago)"         | Jamie Payne       | David S. Goyer & Jami O'Brien             | 3 de maio de 2013         |
| Riario começa um ataque contra Florença e da Vinci vê que ele não tem armas suficientes e começa a produção de mais. Enquanto isso, Becchi é acusado de ser espião de Roma e acaba preso. Mais tarde, em uma festa em sua honra Leonardo é preso por sodomia. |             |                                 |                   |                                           |                           |
| 5 | 5           | "The Tower (A Torre)"           | Paul Wilmshurst   | Joe Ahearne                               | 10 de maio de 2013        |
| Lorenzo exige que Piero da Vinci defenda seu filho bastardo. Durante uma visita da realeza hispânica, Leonardo surpreende um juiz corrupto. No fim, Da Vinci é surpreendido por uma visita do Turco, que lhe faz ter uma descoberta reveladora. |             |                                 |                   |                                           |                           |
| 6 | 6           | "The Demon (O Demônio)"         | Paul Wilmshurst   | Brian Nelson & Marco Ramirez              | 17 de maio de 2013        |
| O Turco dá a Da Vinci a missão de resgatar o homem que criou o mapa que revela a localização do Cofre dos Céus, mas se espanta ao perceber que o detentor é um homem sem alma, Conde Vlad Drácula. Enquanto isso, Giuliano segue as investigações para descobrir quem é o verdadeiro traidor. |             |                                 |                   |                                           |                           |
| 7 | 7           | "The Hierophant (O Hierofante)" | Michael J Bassett | Sarah Goldfinger & Corey Reed             | 31 de maio de 2013        |
| Leonardo cria uma um traje submarino para se infiltrar no Vaticano, mas dá de cara com o Papa e o prisioneiro misterioso. Para completar, Giuliano revela a identidade do espião de Roma. |             |                                 |                   |                                           |                           |
| 8 | 8           | "The Lovers (Os Amantes)"       | Michael J. Basset | David S. Goyer, Brian Nelson & Corey Reed | 7 de junho de 2013        |
| Os Pazzis põem em marcha um plano para assassinar Lorenzo e Giuliano no domingo de Páscoa, enquanto o turco diz a Leonardo a localização do Livro de Folhas, que consegue passagens de navio para ir à América do Sul, mas acaba saindo de última hora ao pressentir algo na missa de Páscoa, quando há um confronto entre os Pazzi e os Médici.                                                            |             |                                 |                   |                                           |                           |

### 2.ª Temporada (2014)
| # geral | # temporada | Episódio                   | Direção           | Roteiro                                 | Data de exibição original |
| --- | ----------- | -------------------------- | ----------------- | --------------------------------------- | ------------------------- |
| 9 | 1           | "The Blood of Man"         | Charles Sturridge | David S. Goyer & Corey Reed             | 22 de março de 2014       |
| Da Vinci tenta salvar a vida de Lorenzo enquanto os Pazzi lideram a revolução em Florença. O plano de Leonardo para ir em busca do Livro das Folhas é frustrado pelo Conde Riario.                                                                             |             |                            |                   |                                         |                           |
| 10 | 2           | "The Blood of Brothers"    | Peter Hoar        | Jami O'Brien                            | 29 de março de 2014       |
| Leonardo usa sua inteligência para salvar Florença, enquanto o Papa Sixtus reúne forças. Já Nico tenta resistir às tentações de Riario. |             |                            |                   |                                         |                           |
| 11 | 3           | "The Voyage of the Damned" | Peter Hoar        | Brian Nelson                            | 5 de abril de 2014        |
| Leonardo continua sua busca pelo Livro das Folhas. Enquanto isso, Papa Sisto toma medidas agressivas contra Florença, forçando Lorenzo a fazer grandes sacrifícios. Ao mesmo tempo, Lucrezia viaja para Roma para formar novas alianças.                       |             |                            |                   |                                         |                           |
| 12 | 4           | "The Ends of the Earth"    | Charles Sturridge | Marco Ramirez                           | 12 de abril de 2014       |
| Leonardo tenta navegar o Atlântico sem mapas. Lucrezia entra clandestinamente no Vaticano para uma importante reunião. A identidade de Lorenzo é descoberta durante sua viagem para Nápoles.                                                                   |             |                            |                   |                                         |                           |
| 13 | 5           | "The Sun and the Moon"     | Jon Jones         | Dan Hess & Corey Reed                   | 19 de abril de 2014       |
| Lorenzo busca ajuda para salvar Florença em uma paixão antiga. Clarice luta para manter o controle do banco de Médici em meio a conspirações. Leonardo chega ao Novo Mundo e Segredos sobre seu passado surgem enquanto ele enfrenta problemas com os nativos. |             |                            |                   |                                         |                           |
| 14 | 6           | "The Rope of the Dead"     | Jon Jones         | David S. Goyer & Matt Fraction          | 26 de abril de 2014       |
| Leonardo e Riario enfrentam desafios quando entram no Domo celeste. Lorenzo se torna parte dos jogos sangrentos do rei Ferrante. Já Lucrezia se encontra com os turcos em Constantinopla.                                                                      |             |                            |                   |                                         |                           |
| 15 | 7           | "The Vault of Heaven"      | Peter Hoar        | Brian Nelson & Marco Ramirez            | 3 de maio de 2014         |
| Leonardo e seus aliados enfrentam ameaças mortais, a cada passo na busca para o Livro das Folhas. Enquanto isso, Carlo ajuda Clarice, ao mesmo tempo no Oriente Lucrezia intriga o filho do Sultão.                                                            |             |                            |                   |                                         |                           |
| 16 | 8           | "The Fall from Heaven"     | Peter Hoar        | Jonathan Hickman & Corey Reed           | 10 de maio de 2014        |
| Leonardo e Riario se deparam com a morte. Enquanto isso, Zoroaster e Nico planejam uma fuga. Já Lorenzo espera para conhecer o rei de Nápoles. Para completar, Bayezid busca a diplomacia em Roma.                                                             |             |                            |                   |                                         |                           |
| 17 | 9           | "The Enemies of Man"       | Justin Molotnikov | Brian Nelson & Marco Ramirez            | 17 de maio de 2014        |
| Leonardo retorna e descobre que o Duque Federico está comandando Florença com pulso de aço. Enquanto isso, Riario busca redenção, ao mesmo tempo em que o Rei Ferrante negocia com Lorenzo.                                                                    |             |                            |                   |                                         |                           |
| 18 | 10          | "The Sins of Daedalus"     | Peter Hoar        | Brian Nelso, Corey Reed & Marco Ramirez | 31 de maio de 2014        |
| Uma aliança inesperada é necessária para salvar a Itália do ataque otomano. Enquanto isso, Riario enfrenta o perigo, ao mesmo tempo em que Nico toma o controle do destino de Vanessa.                                                                         |             |                            |                   |                                         |                           |

### 3.ª Temporada (2015)
| # geral | # temporada | Episódio                        | Direção | Roteiro | Data de exibição original |
| --- | ----------- | ------------------------------- | ------- | ------- | ------------------------- |
| 19 | 1           | "Semper Infidelis"              | -       | -       | 24 de outubro de 2015     |
| Leonardo e seus aliados são obrigados a recuar quando o exército do Império Otomano invade a cidade de Otranto.                                                                                                   |             |                                 |         |         |                           |
| 20 | 2           | "Abbadon"                       | -       | -       | 31 de outubro de 2015     |
| Leo planeja uma fuga de Otranto, mas pode não ser capaz de salvar os mais próximos a ele. |             |                                 |         |         |                           |
| 21 | 3           | "Modus Operandi"                | -       | -       | 7 de novembro de 2015     |
| A investigação de Leonardo sobre um terrível assassinato representa uma ameaça para o Labirinto. |             |                                 |         |         |                           |
| 22 | 4           | "The Labrys"                    | -       | -       | 14 de novembro de 2015    |
| A tentativa de Carlos de programar Leonardo para se tornar "um" com o labirinto o leva a mergulhar em uma realidade alternativa, que pode ser capaz de ameaçar sua existência.                                    |             |                                 |         |         |                           |
| 23 | 5           | "Anima Venator"                 | -       | -       | 21 de novembro de 2015    |
| Paranoico, Leonardo se fecha para os amigos, ao mesmo tempo em que Lucrezia, em perigo, busca uma forma de consertar os pecados do passado.                                                                       |             |                                 |         |         |                           |
| 24 | 6           | "Liberum Arbitrium"             | -       | -       | 28 de novembro de 2015    |
| O monstro da Itália é capturado, mas nem tudo está seguro, já que o perigo ainda espreita e ameaça o Festival que se aproxima.                                                                                    |             |                                 |         |         |                           |
| 25 | 7           | "Alis Volat Proplis"            | -       | -       | 5 de dezembro de 2015     |
| Um velho inimigo retorna a Florença e ameaça os esforços da cruzada ao apresentar sua oposição. Enquanto isso, Vanessa e Nico questionam seus futuros, ao mesmo tempo em que Leo tenta decifrar a armadura turca. |             |                                 |         |         |                           |
| 26 | 8           | "La Confessione Della Macchina" | -       | -       | 12 de dezembro de 2015    |
| Nico e Zo recorrem a um velho inimigo para obter apoio para a Cruzada. Enquanto isso, Leo é emboscado pelo Labirinto.                                                                                             |             |                                 |         |         |                           |
| 27 | 9           | "Angelus Iratissimus"           | -       | -       | 19 de dezembro de 2015    |
| Leo e Sophia lutam para controlar o misterioso dispositivo que eles construíram. Em Florença, Riario aguarda julgamento, enquanto Lorenzo e Vanessa levam a sua parceria para o próximo nível.                    |             |                                 |         |         |                           |
| 28 | 10          | "Ira Deorum"                    | -       | -       | 26 de dezembro de 2015    |
| Uma aliança inesperada é necessária para salvar a Itália do ataque otomano. Enquanto isso, Riario enfrenta o perigo, ao mesmo tempo em que Nico toma o controle do destino de Vanessa.                            |             |                                 |         |         |                           |